# Eleanor Dickinson
Eleanor Dickinson née le 4 juin 1998 à Carlisle, est une coureuse cycliste britannique. Elle est notamment double championne d'Europe de poursuite par équipes en 2018 et 2019.

## Palmarès sur piste

### Championnats du monde
- Hong Kong 2017
  - 5e de la poursuite par équipes
  - 12e de la poursuite individuelle
- Apeldoorn 2018
  -  Médaillée d'argent de la poursuite par équipes
  - 7e de la poursuite individuelle[1]
- Pruszków 2019
  -  Médaillée d'argent de la poursuite par équipes
  - 8e de la poursuite individuelle
- Berlin 2020
  -  Médaillée d'argent de la poursuite par équipes

### Coupe du monde
- 2016-2017 
  - 1re de la poursuite par équipes à Glasgow (avec Emily Nelson, Manon Lloyd, Emily Kay et Dannielle Khan)
- 2017-2018
  - 1re de l'américaine à Milton (avec Katie Archibald)
  - 3e de l'omnium à Milton
- 2018-2019
  - 1re de la poursuite par équipes à Milton (avec Laura Kenny, Elinor Barker et Katie Archibald)
  - 1re de la poursuite par équipes à Londres (avec Laura Kenny, Katie Archibald, Neah Evans et Elinor Barker)
  - 1re de l'américaine à Milton (avec Katie Archibald)
- 2019-2020
  - 1re de la poursuite par équipes à Glasgow (avec Katie Archibald, Neah Evans et Elinor Barker)

### Championnats d'Europe
| Édition / Épreuve          | Poursuite individuelle | Poursuite par équipes                       | Course à l'américaine   | Scratch | Omnium |
| Athènes 2015 (juniors)     |                        |                                             |                         | Argent  |        |
| Montichiari 2016 (juniors) |                        | Bronze                                      |                         |         |        |
| Anadia 2017 (espoirs)      | Argent                 |                                             | Or (avec Manon Lloyd)   | Argent  | Argent |
| Berlin 2017                |                        | Argent                                      | Or (avec Elinor Barker) |         |        |
| Glasgow 2018               |                        | Or (avec Archibald, Kenny, Evans et Barker) |                         |         |        |
| Apeldoorn 2019             |                        | Or (avec Archibald, Kenny, Evans et Barker) |                         |         |        |

### Championnats nationaux
- Championne de Grande-Bretagne de poursuite par équipes en 2017 (avec Manon Lloyd, Emily Nelson et Annasley Park)

## Palmarès sur route

### Par année
- 2016
  -  Championne de Grande-Bretagne sur route juniors
- 2018
  - 3e du championnat de Grande-Bretagne sur route

### Classements mondiaux
| Année                                 | 2018 | 2019 |
| ------------------------------------- | ---- | ---- |
| Classement UCI                        | 413e | 792e |
| UCI World Tour                        | nc   | 221e |
|                                       |      |      |
| Légende : nc = non classéSource : UCI |      |      |